# Thomas Mann (Politiker, 1949)
Thomas Mann (* 15. Dezember 1949 im Haywood County, Tennessee) ist ein US-amerikanischer Politiker der Demokratischen Partei und war von 1983 bis 1991 Senator im Senat von Iowa.
Thomas Mann besuchte die Tennessee State University und die University of Iowa. Anschließend war er als Rechtsanwalt tätig. 1983 wurde Thomas Mann der erste afroamerikanische Senator im Senat von Iowa.